# تيكس كوفنغتون
تيكس كوفنغتون (بالإنجليزية: Tex Covington)‏ هو لاعب كرة قاعدة أمريكي، ولد في 19 مارس 1887 في Henryville, Tennessee ‏ في الولايات المتحدة، وتوفي في 10 ديسمبر 1931 في دنيسون في الولايات المتحدة.

## وصلات خارجية
- تيكس كوفنغتون على موقعبيزبول رفرنس.كوم (الدوري الرئيسي) (الإنجليزية)
- تيكس كوفنغتون على موقعبيزبول رفرنس.كوم (الدوري الثانوي) (الإنجليزية)